# Jake O'Brien
Jake O'Brien (Youghal, 15 mei 2001) is een Iers voetballer die sinds 2024 uitkomt voor Everton FC.

## Clubcarrière

### Cork City
O'Brien werd geboren in Youghal, een plaats in het Ierse graafschap County Cork. Hij genoot zijn jeugdopleiding bij Cork City. Op 27 september 2019 maakte hij er zijn officiële debuut in het eerste elftal van de club: in de competitiewedstrijd tegen Derry City (4-0-verlies) kreeg hij een basisplaats van trainer Neale Fenn. Het bleef zijn enige officiële wedstrijd in het seizoen 2019.
In het seizoen 2020 kwam hij op de tiende competitiespeeldag (een uitmatch bij Shelbourne FC op 5 september 2020) in de ploeg, weliswaar als invaller tijdens de rust, en miste hij nadien slechts één wedstrijd meer in de reguliere competitie. Daarvoor speelde hij op 31 augustus 2020 al een volledige wedstrijd tegen Shamrock Rovers in de FAI Cup en stond hij in de Munster Senior Cup een volledige wedstrijd in de ploeg in de halve finale tegen Midleton FC (3-2-winst) en in de finale tegen Rockmount AFC (0-2-verlies na verlengingen).

### Crystal Palace
In de winter van 2021 maakte O'Brien op uitleenbasis de overstap naar de Engelse eersteklasser Crystal Palace, waar hij aanvankelijk aansloot bij de U23. Met de U23 eindigde hij in het seizoen 2020/21 derde in de tweede divisie van de Premier League 2, de U23-versie van de Premier League. In de play-offs nam Crystal Palace zowel in de halve finale en finale de maat tegen respectievelijk Wolverhampton Wanderers en Sunderland FC, waardoor de club naar de hoogste divisie van de Premier League 2 steeg. O'Brien droeg in allebei deze wedstrijden de aanvoerdersband.
In augustus 2021 nam Crystal Palace de verdediger definitief over van Cork City. Voor de winterstop speelde mee in alle veertien de competitiewedstrijden van Crystal Palace U23 in de Premier League 2 Division 1. Op de openingsspeeldag was hij meteen goed voor een doelpunt in de 1-3-nederlaag tegen Leeds United, dat in het seizoen als kampioen mee was gepromoveerd vanuit de Premier League 2 Division 2.

### Swindon Town (huur)
In januari 2022 werd O'Brien een eerste keer uitgeleend door Crystal Palace: de Engelse vierdeklasser Swindon Town nam hem voor de rest van het seizoen op huurbasis over. Onder trainer Ben Garner dwong hij meteen een basisplaats af. Swindow Town eindigde zesde in de reguliere competitie en plaatste zich zo voor de promotie-playoffs, maar daarin werd het in de halve finale uitgeschakeld door Port Vale FC.

### RWDM (huur)
In augustus 2022 werd O'Brien samen met Luke Plange uitgeleend aan RWDM, de Belgische tweedeklasser waar Crystal Palace-aandeelhouder John Textor meerderheidsaandeelhouder is. Op 28 augustus 2022 liet trainer Vincent Euvrard hem in de 2-1-competitienederlaag tegen Club NXT enkele minuten voor tijd invallen. Vijf dagen later liet Euvrard hem in de Brusselde derby tegen de RSCA Futures in de 84e minuut bij een 0-2-achterstand invallen voor Ibrahima Sory Sankhon. RWDM knokte zich nog terug naar een 2-2-gelijkspel, mede dankzij een doelpunt van O'Brien in de blessuretijd. Een week later kreeg hij tegen KMSK Deinze zijn eerste basisplaats, waarna hij niet meer uit de ploeg verdween – de Ier miste enkel nog de bekerwedstrijd tegen KSV Oudenaarde vanwege interlandverplichtingen. O'Brien werd in een mum van tijd een sterkhouder binnen de defensie van de Brusselse club, in die mate dat vaste waarde Gilles Ruyssen naar de achtergrond verdween en tijdens de winterstop naar FCV Dender EH verhuisde.
Tijdens de winterstop van het seizoen 2022/23 kon hij rekenen op interesse van diverse Engelse clubs, waaronder Bristol City, maar hij besloot om zijn seizoen uit te doen bij RWDM. In de belangrijke titelwedstrijd tegen SK Beveren op de zevende speeldag van de promotie-playoffs verwierf hij eeuwige roem bij de supporters door de wedstrijd uit te spelen ondanks een bebloed gezicht. Op 13 mei 2023 kroonde hij zich met RWDM tot kampioen van de Challenger Pro League. O'Brien was er dat seizoen één van sterkhouders, waardoor er meteen na de titel gevreesd werd dat O'Brien de Molenbekenaars niet zou volgen naar de Jupiler Pro League.

### Olympique Lyon
O'Brien tijdens de zomer van 2023 deel aan de seizoensvoorbereiding van Crystal Palace, zo scoorde hij bijvoorbeeld in de oefenwedstrijd tegen Millonarios FC. Op 15 augustus 2023 maakte Olympique Lyon, de club waar John Textor eveneens meerderheidsaandeelhouder is, bekend dat O'Brien er een vierjarig contract had ondertekend. De transferprijs werd geraamd op een miljoen euro.
O'Brien maakte op 1 oktober 2023 zijn officiële debuut voor de club in de competitiewedstrijd tegen Stade de Reims, die Lyon met 2-0 verloor. Door deze vijfde nederlaag in zeven competitiewedstrijden gleed Lyon af naar de laatste plaats in de Ligue 1. O'Brien bleef vast in de ploeg staan en werkte later dat seizoen mee aan de uiteindelijke remonte van de club, die in de competitie nog op een zesde plaats eindigde – een beter resultaat dan in de twee voorgaande seizoenen – en op 25 mei 2024 de finale van de Coupe de France speelde. In die finale, die Lyon met 1-2 verloor van Paris Saint-Germain, scoorde in het Stade Pierre-Mauroy het enige doelpunt van Lyon.

### Everton FC
In de zomer van 2024 versierde O'Brien een transfer naar de Engelse eersteklasser Everton FC, die een kleine 20 miljoen euro voor hem neertelde.

## Interlandcarrière
O'Brien nam met Ierland –21 deel aan de kwalificatie voor het EK –21 in Roemenië en Georgië in 2023. Ierland werd tweede in zijn groep en plaatste zich zo voor de play-offs, maar daarin ging het na strafschoppen onderuit tegen Israël.
In maart 2024 riep interim-bondscoach John O'Shea hem op voor de vriendschappelijke interlands van Ierland tegen België en Zwitserland. O'Brien maakte uiteindelijk pas op 4 juni 2024 zijn interlanddebuut: in de oefeninterland tegen Hongarije (2-1-zege) liet O'Shea hem tijdens de rust invallen.
1 Pickford ·
2 Patterson ·
5 Keane ·
6 Tarkowski ·
7 McNeil ·
8 Mangala ·
9 Calvert-Lewin ·
10 Ndiaye ·
11 Harrison ·
12 Virgínia ·
14 Beto ·
14 O'Brien ·
16 Doucouré ·
17 Chermiti ·
18 Young ·
19 Mykolenko ·
22 Broja ·
23 Coleman  ·
27 Gueye ·
29 Lindstrøm ·
31 Begović ·
32 Branthwaite ·
37 Garner ·
42 Iroegbunam ·
75 Dixon ·
Coach: Moyes
· Assistent-coach: Adam
· Assistent-coach: Baines
· Assistent-coach: McKinlay